# Diwan-e Schams-e Tabrizi

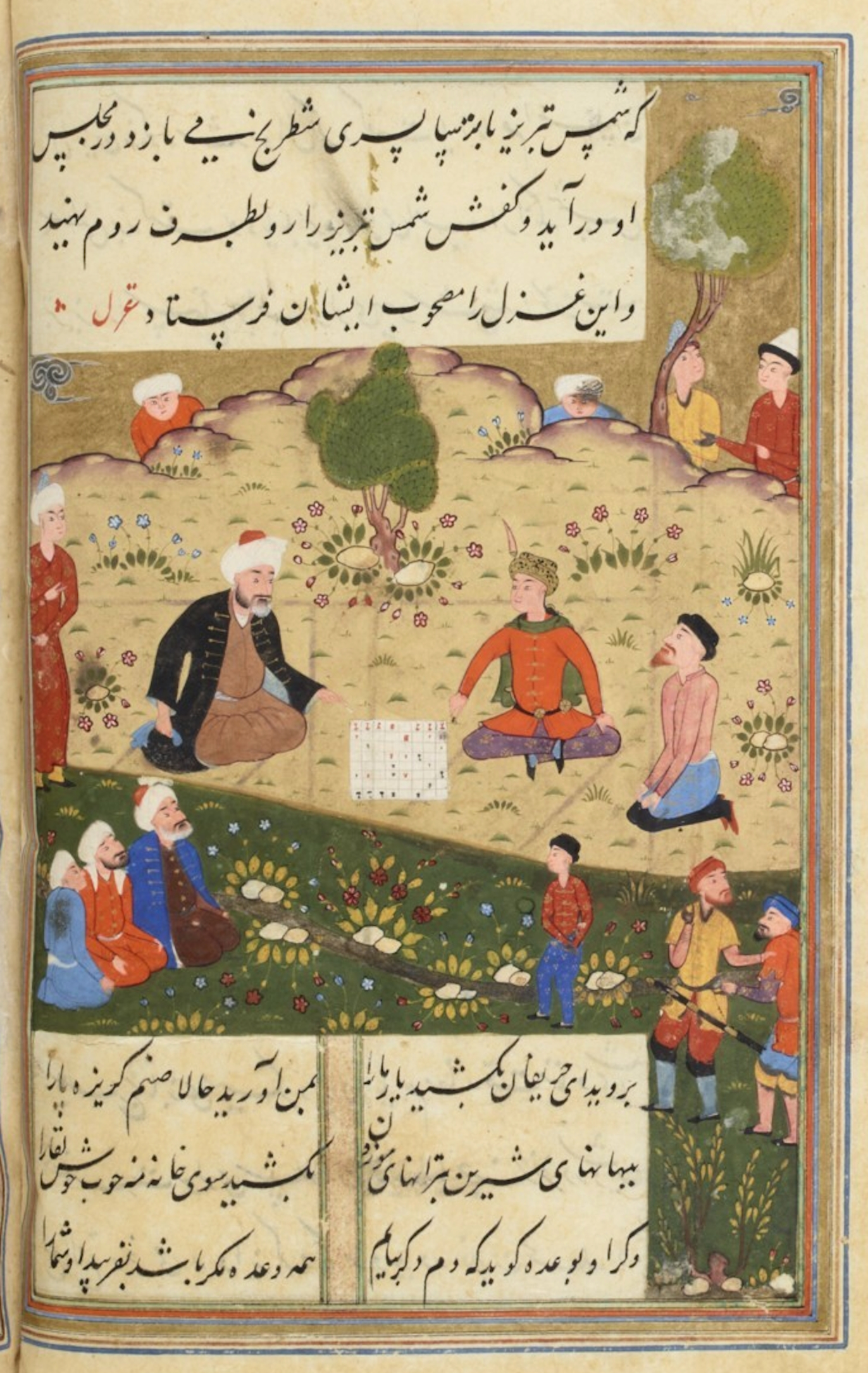
Seite einer Ausgabe des Dīwān-e Schams-e Tabrizi um 1503

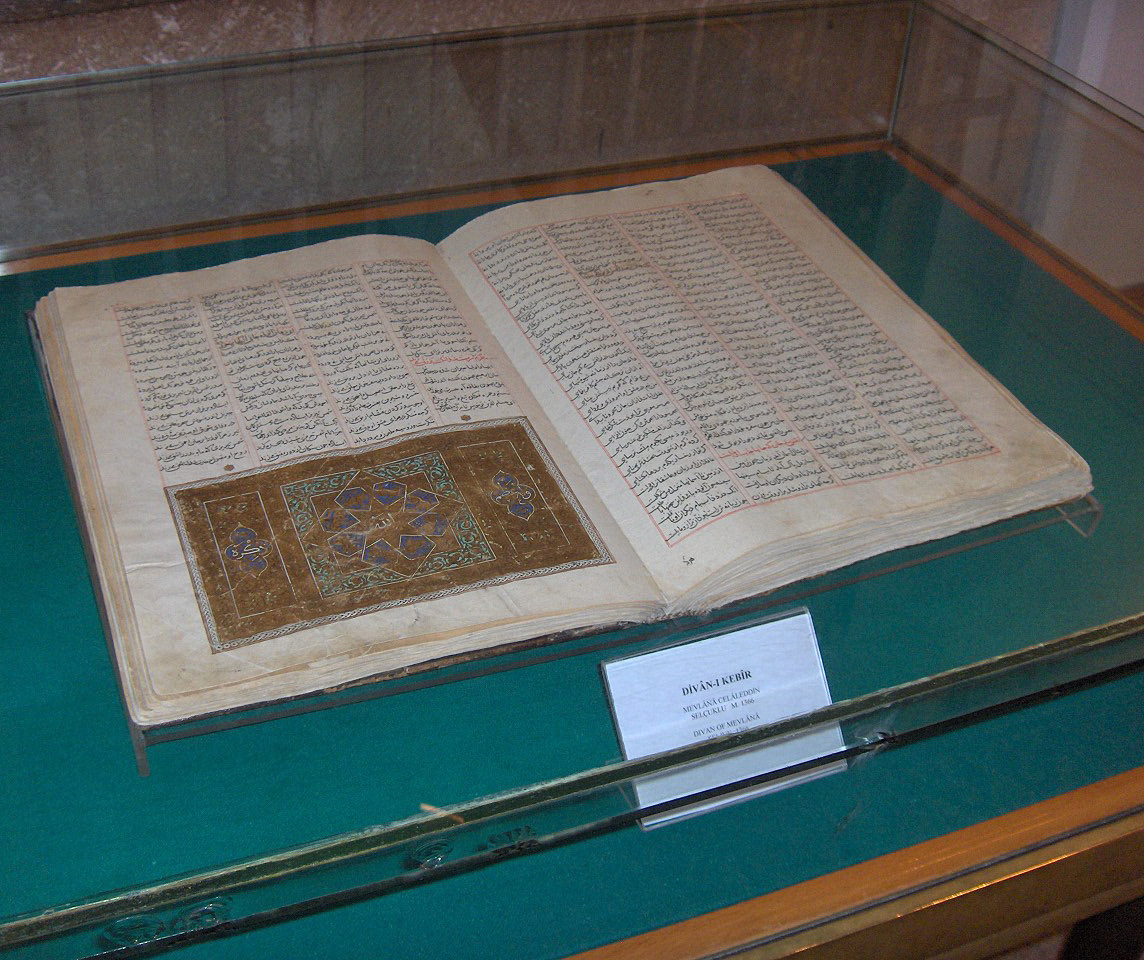
Dīwān-e Kabīr, Mevlânâ-Museum, Konya

Der Diwan-e Schams-e Tabrizi (persisch دیوان شمس تبریزی, DMG Dīwān-e Šams-e Tabrīzī, ‚Der Dīwān des Schams-e Tabrīzī‘) oder kurz Dīwān-e Schams (auch ديوان كبير, DMG Dīwān-e Kabīr, ‚Der große Dīwān‘) ist ein Werk des persischen Mystikers Dschalal ad-Din ar-Rumi und gilt neben dem Masnawi als eines seiner Meisterwerke. Es ist gleichzeitig eines der hervorragenden Werke des Sufismus und der persischen Literatur überhaupt.
Das Werk ist eine Sammlung lyrischer Dichtung in rund 25 000 Versen. Es enthält Dichtungen unterschiedlicher Versarten (Oden, Elegien, Vierzeiler und Ghaselen) größtenteils in persischer Sprache. Daneben gibt es weitere Gedichte in Arabisch und gemischte persisch/griechische sowie persisch/türkische Dichtung.
Sprachlich zeichnet sich der Diwan durch seine geschickte Verwendung von Reim und Rhythmus aus, die seinen Versen eine enorme Kraft und Musikalität verleiht. Laut- und Wortdoppelungen sowie ungewöhnliche Wortspiele lassen neue Assoziationen entstehen, die dem Gesagten weitere Bedeutungsaspekte hinzufügen und von einer linguistischen Meisterschaft und hoher geistigen Tiefe zeugen.
Das Werk entstand vermutlich in einem Zeitraum von 30 Jahren ab dem Jahre 1243 zu Ehren von Schams-e Tabrizi, dem Freund und Lehrer Rumis.

## Ausgaben (Auswahl)
Deutsch
- Dschelaluddin Rumi, Diwan i-Kebir Band 23, Die unbotmäßigen Gedichte von Rumi über Liebe, Ketzerei und Rausch (auf der Basis der englischen Übersetzung von Ergin ins Deutsche übersetzt von Peter Finckh), Edition Shershir 2013, ISBN 978-3906005102
- Dschelaluddin Rumi, Die Vierzeiler aus dem Diwan i-Kebir (auf der Basis der englischen Übersetzung von Gamard und Farhadi ins Deutsche übersetzt von Peter Finckh), Edition Shershir 2015, ISBN 978-3906005133
- Dschelaluddin Rumi. Aus dem Diwan. Reclam, Ditzingen 1986, ISBN 978-3-15-008911-8
- Dschalaluddin Rumi. Vierzeiler. Ausgewählt, aus dem Persischen übertragen und erläutert von Gisela Wendt. Amsterdam (Castrum Peregrini Presse) 1989
- Dschelaluddin Rumi: Spirituelle Liebesgedichte. Zweihundert Ghasele aus dem Diwan-e Schams-e-Tabrizi. Ausgewählt und übersetzt von Otto Höschle. Chalice Verlag, Xanten 2023, ISBN 978-3-942914-62-8

Englisch
- Anvar, Iraj. Divan-i Shams-i Tabriz. Forty-Eight Ghazals. Vorwort von Peter Chelkowski, Einleitung von Mohammad Ali Movahed. Semar Publishers
- Dunn, P., Mascetti, M. D., and Nicholson, R. A. The Illustrated Rumi. A Treasury of Wisdom from the Poet of the Soul. Foreword by Huston Smith. The Book Laboratory Inc.